# 百顺水
百顺水，又称黄坑水，位于中国广东省北部，是浈江右岸支流，发源于南雄市百顺镇河洞山坳，蜿蜒西南流经南雄市百顺镇和仁化县黄坑镇，于仁化县周田镇高坪渡汇入浈江。河长59千米，河道平均比降5.96‰，流域面积392平方千米。上游生态环境优越，森林覆盖率高；中下游地势低平，是仁化县粮产区之一。